# Mood Valiant
Mood Valiant es el tercer álbum de estudio por el cuarteto australiano de neo soul Hiatus Kaiyote, publicado el 25 de junio de 2021 a través de Brainfeeder. El álbum alcanzó el puesto número 4 en las listas musicales de Australia. 

## Antecedentes
La cantante y guitarrista Nai Palm reveló el 18 de octubre de 2018 que le habían diagnosticado cáncer de mama. Compuso muchas de las canciones que luego aparecerían en Mood Valiant durante el período de su tratamiento y notó cómo sus diagnósticos cambiaron su perspectiva de la vida, una temática explorada en el álbum.
El título del álbum se inspiró en la madre de Nai Palm, que era propietaria de dos camionetas Valiant Safari, una blanca y otra negra, y conducía la que mejor se adaptaba a su estado de ánimo durante el día.

## Recepción de la crítica
Mood Valiant recibió elogios de la crítica, con los críticos elogiando su riqueza emocional, arreglos, melodías sin esfuerzo, voces conmovedoras y vivacidad. El álbum recibió críticas generalmente positivas. En Metacritic, el álbum obtuvo un puntaje promedio de 84 sobre 100, basado en 7 críticas, lo cual indica “aclamación universal”. Aldan Jackson de Pitchfork sintió que Mood Valiant era “el primer álbum de Hiatus Kaiyote que no suena simplemente como un set en vivo grabado”, añadiendo que “Es lo más vibrante que jamás hayan sonado en un disco”. Tyler Jenke de Rolling Stone describió que el álbum contiene "composiciones hipnóticas, casi caleidoscópicas”. Rebbeca Sibley de Clash dijo que el álbum es “una fuerte continuación de Choose Your Weapon y una banda sonora perfecta para el verano” con sus “paisajes sonoros ricos y coloridos, atmósfera tropical y la voz conmovedora de la cantante principal Nai Palm”.
Andy Kellman, escribiendo para AllMusic, comentó que: “Aunque todo esto podría haber resultado en el material más salvaje y triunfante de Hiatus Kaiyote, Mood Valiant es íntimo y romántico más que cualquier otra cosa”. Tim Sentz de Beats Per Minute escribió que “Cada centímetro de Mood Valiant gotea amor y unión por la banda, sin que ningún colaborador se robe el espectáculo por mucho tiempo”, describiendo al cuarteto como “una banda con un potencial ilimitado gracias a su dedicación no solo a la música, sino también entre ellos”. La revista Mojo llamó al álbum como “el sonido del verano”.

## Galardones
- En los Premios AIR de 2022 , el álbum ganó en la categoría al Mejor Álbum o EP de Jazz Independiente.[20][21]
- El álbum fue nominado al Mejor Lanzamiento de Soul/R&B en los ARIA Music Awards de 2021.[22]
- En los Music Victoria Awards de 2021, el álbum fue nominado a Mejor Álbum Victoriano.[23]

## Posicionamiento
| Gráfica (2021)                                    | Pico de posición |
| ------------------------------------------------- | ---------------- |
| Australia (ARIA Charts)                           | 4                |
| Alemania (Offizielle Top 100)                     | 30               |
| Suiza (Schweizer Hitparade)                       | 82               |
| Reino Unido (UK Albums Chart)                     | 54               |
| Estados Unidos (Billboard 200)                    | 103              |
| Estados Unidos (Billboard Independent Albums)     | 9                |
| Estados Unidos (Billboard Heatseekers Albums)     | 1                |
| Estados Unidos (Billboard Top Tastemakers Albums) | 15               |
| Estados Unidos (Billboard Top Alternative Albums) | 8                |